# Хадсон, Си Би
Чарльз Бриттон Хадсон III (англ. Charles Britton "C.B." Hudson III, родился 8 октября 1974 года в городе Оклахома-Сити, штат Оклахома) — гитарист рок-группы Blue October.

## Юность
Хадсон вырос в Далласе и получил свою первую гитару в подарок на десятилетие. Си Би был поклонником хеви-метала, на него оказали сильное влияние канал MTV, гитаристы Steve Vai, Stevie Vaughan, Joe Satriani и Eric Johnson. Позднее Хадсон увлекся музыкой джазовых гитаристов, таких как Norman Brown и George Benson. Хадсон был ведущим гитаристом в джазовой группе в своей школе Lake Highlands High, а после её окончания посещал Университет штата Техас в Сан-Маркосе и в 1999 году получил степень по психологии. Затем он решил продолжить своё образование и записался на обучение по программе MBA.

## Blue October
В октябре 2000 года, обедая в кафе Kismet (в переводе с турецкого, арабского, хинди и урду означает «судьба») в Сан-Маркосе, Хадсон встретил Джастина Фёрстенфелда из Blue October. Он представился и передал Джастину свою демозапись. Си Би пришёл на прослушивание, и позднее был приглашен на место гитариста группы. Первый концерт Хадсона в составе Blue October прошёл 9 декабря 2000 года в Lion’s Pavilion , Сан-Маркос. В конце осени 2000 года Си Би бросил обучение и присоединился к туру Blue October в поддержку альбома Consent to Treatment.
На следующем альбоме Blue October — History for Sale — влияние Си Би особенно заметно в песне «Somebody», которую он написал вместе с Джастином Фёрстенфелдом и Блю Миллер. В 2003 году группа выпустила альбом с помощью независимого лейбла в Далласе — Brando Records. Записывая свой новый альбом, группа вновь надеялась на выгодный контракт с крупной звукозаписывающей компанией. Они выступали с репертуаром из последнего альбома в Нью-Йорке, и именно песня «Somebody» обеспечила им новый контракт с Universal.
При работе над альбомом Foiled Си Би написал музыку для песни 18th Floor Balcony, а также его джазовое влияние отчетливо слышно во время живого исполнения песни Everlasting Friend, которое заканчивается сольной партией джазовой гитары. Хадсон продолжает сочинять и записывать навеянную джазом инструментальную музыку под своим именем Reflxblue.
14 декабря 2010 было объявлено, что Си Би покинул Blue October, чтобы попробовать свои силы в чём-нибудь другом. Причиной стали личные отношения с Джастином Фёрстенфелдом.
В начале 2013 года Чарльз вернулся в Blue October и принял участие в записи альбомов Sway (альбом Blue October) и Home (альбом Blue October), а также концертного альбома Things We Do At Night (Live from Texas). Окончательно покинул группу в 2016 году после травмы ключицы.
После ухода из группы сосредоточился  на создании вместе с Мэттом Новески и деятельности собственной студии звукозаписи «Orb Recording Studios» в г. Остин (штат Техас).

## Семья
16 января 2010 Си Би Хадсон женился на Элизабет «Бетси» Ретт Янг. Имеет дочь по имени Элла Джеймс (30.08.2012).

## Дискография
Blue October
- History for Sale
- Argue with a Tree...
- Foiled
- Foiled for the Last Time
- Approaching Normal
- The Ugly Side: An Acoustic Evening with Blue October
- Any Man In America
- Sway
- Things We Do At Night (Live from Texas)
- Home

## Фильмография
- Get Back Up (2020)